# Női 4 × 100 méteres gyorsváltó a 2011-es úszó-világbajnokságon
A női 4 × 100 méteres gyorsváltót a 2011-es úszó-világbajnokság keretein belül július 24-én rendezték meg. A selejtezőket reggel. A döntőt este.

## Rekordok
|                               | Név                                                                                              | Nemzetiség | Idő     | Helyszín | Dátum            |
| ----------------------------- | ------------------------------------------------------------------------------------------------ | ---------- | ------- | -------- | ---------------- |
| Világcsúcs Világbajnoki csúcs | Inge Dekker (53.61) Ranomi Kromowidjojo (52.30) Femke Heemskerk (53.03) Marleen Veldhuis (52.78) | NED        | 3:31.72 | Róma     | 2009. július 26. |

## Érmesek
| Arany                                                                                                   | Ezüst | Bronz                                                                          |
| Hollandia · Inge Dekker · Ranomi Kromowidjojo · Marleen Veldhuis · Femke Heemskerk · Maud Van der Meer* | Amerikai Egyesült Államok · Natalie Coughlin · Missy Franklin · Jessica Hardy · Dana Vollmer · Amanda Weir* · Kara Lynn Joyce* | Németország · Britta Steffen · Silke Lippok · Lisa Vitting · Daniela Schreiber |

* Csak a selejtezőkben úsztak.

## Eredmények

### Selejtező
| Helyezés | Selejtező | Pálya | Nemzetiség | Úszó | Idő     | Megj. |
| -------- | --------- | ----- | ---------- | --- | ------- | ----- |
| 1        | 2         | 4     | USA        | Amanda Weir (54,35) Missy Franklin (53,57) Kara Lynn Joyce (54,10) Jessica Hardy (53,62)                      | 3:35,64 | Q     |
| 2        | 1         | 2     | NED        | Marleen Veldhuis (54,41) Ranomi Kromowidjojo (53,66) Maud Van der Meer (54,70) Femke Heemskerk (52,99)        | 3:35,76 | Q     |
| 3        | 2         | 5     | CHN        | Li Zhesi (54,47) Wang Shijia (54,60) Pang Jiaying (54,47) Tang Yi (53,60)                                     | 3:37,14 | Q     |
| 4        | 1         | 5     | GER        | Britta Steffen (54,86) Silke Lippok (54,23) Lisa Vitting (54,66) Daniela Schreiber (53,53)                    | 3:37,28 | Q     |
| 5        | 1         | 4     | AUS        | Kelly Stubbins (54,96) Merindah Dingjan (54,36) Yolane Kukla (55,06) Marieke Guehrer (53,97)                  | 3:38,35 | Q     |
| 6        | 1         | 3     | CAN        | Victoria Poon (54,79) Erica Morningstar (55,24) Chantal Vanlandeghem (54,33) Geneviève Saumur (54,44)         | 3:38,80 | Q     |
| 7        | 2         | 3     | JPN        | Yayoi Matsumoto (54,82) Haruka Ueda (54,13) Hanae Ito (54,75) Natsuki Hasegawa (55,58)                        | 3:39,28 | Q     |
| 8        | 1         | 7     | DEN        | Pernille Blume (54,82) Mie Nielsen (55,35) Lotte Friis (55,99) Jeanette Ottesen (53,32)                       | 3:39,48 | Q, NR |
| 9        | 2         | 6     | GBR        | Amy Smith (54,98) Francesca Halsall (53,35) Caitlin McClatchey (55,82) Rebecca Turner (55,59)                 | 3:39,74 |       |
| 10       | 1         | 6     | SWE        | Ida Marko-Varga (55,45) Gabriella Fagundez (54,31) Michelle Coleman (54,56) Petra Granlund (56,13)            | 3:40,45 |       |
| 11       | 2         | 2     | RUS        | Veronyika Popova (54,95) Margarita Nyesztyerova (55,12) Natalja Lovcova (55,83) Jelena Szokolova (54,83)      | 3:40,73 |       |
| 12       | 2         | 7     | BLR        | Aljakszandra Heraszimenya (54,14) Szvjatlana Hahlova (55,55) Hana Parahuszkaja (57,38) Julija Hitraja (56,34) | 3:43,41 |       |
| 13       | 2         | 8     | BRA        | Tatiana Lemos (55,68) Daynara de Paula (56,38) Flávia Delaroli (56,73) Michelle Lenhardt (55,83)              | 3:44,62 |       |
| 14       | 2         | 1     | NZL        | Natasha Hind (55,49) Amaka Gessler (55,00) Sophia Batchelor (58,82) Penelope May Marshall (55,68)             | 3:44,99 |       |

### Döntő
| Helyezés  | Pálya | Nemzetiség | Úszók                                                                                               | Idő     | Megj. |
| --------- | ----- | ---------- | --------------------------------------------------------------------------------------------------- | ------- | ----- |
| Aranyérem | 5     | NED        | Inge Dekker (54,91) Ranomi Kromowidjojo (53,26) Marleen Veldhuis (53,33) Femke Heemskerk (52,46)    | 3:33,96 |       |
| Ezüstérem | 4     | USA        | Natalie Coughlin (54,09) Missy Franklin (52,99) Jessica Hardy (54,12) Dana Vollmer (53,27)          | 3:34,47 |       |
| Bronzérem | 6     | GER        | Britta Steffen (54,51) Silke Lippok (54,17) Lisa Vitting (53,85) Daniela Schreiber (53,12)          | 3:36,05 |       |
| 4         | 3     | CHN        | Li Zhesi (54,35) Wang Shijia (54,53) Pang Jiaying (54,36) Tang Yi (53,12)                           | 3:36,36 |       |
| 5         | 2     | AUS        | Bronte Barratt (54,81) Marieke Guehrer (54,37) Merindah Dingjan (54,14) Alicia Coutts (53,43)       | 3:36,75 |       |
| 6         | 7     | CAN        | Victoria Poon (54,74) Geneviève Saumur (55,47) Chantal Vanlandeghem (53,76) Julia Wilkinson (54,45) | 3:38,42 |       |
| 7         | 1     | JPN        | Haruka Ueda (54,98) Yayoi Matsumoto (54,00) Hanae Ito (54,94) Natsuki Hasegawa (55,63)              | 3:39,55 |       |
| 8         | 8     | DEN        | Pernille Blume (54,63) Mie Nielsen (55,23) Jeanette Ottesen (53,76) Lotte Friis (56,12)             | 3:39,74 |       |